# Dorothy Chandler Pavilion
Résidence

Le Dorothy Chandler Pavilion (inauguré le 27 septembre 1964) est l'un des quatre complexes de salles de spectacle du Los Angeles Music Center. Les trois autres sont Ahmanson Theatre (en), Mark Taper Forum (en) et Walt Disney Concert Hall.

## Description
Le pavillon compte 3 156 sièges répartis en quatre étages, avec des chandeliers, des escaliers courbés et un riche décor. Les sections de l'auditoire sont : l'orchestre (divisé en Premier orchestre, orchestre central, l'orchestre principal et l’Orchestra Ring), le Circle (divisé en Grand Circle et Founders Circle), le Loge (divisé en Front Loge et Rear Loge), et le balcon (divisé en Front Balcony et Rear Balcony).

## Résidences
Nommée en l'honneur de Dorothy Buffum Chandler, la salle est le siège de l'Orchestre philharmonique de Los Angeles de 1964 à 2003. Le Dorothy Chandler Pavillion héberge l'Opéra de Los Angeles depuis sa première représentation, en 1986,.
Le centre de spectacles fut la maison des Oscars du cinéma à plusieurs reprises : de 1969 à 1987, en 1990, de 1992 à 1994,,, et finalement en 1996 et 1999.

## Culture populaire
L'épisode 3 de la saison 8 de la série télévisée Columbo se déroule en partie dans le Dorothy Chandler Pavilion.
Le pavillon apparaît dans le jeu vidéo Grand Theft Auto 5 sous le nom de Betsy O'Neil Pavilion.